# Alcides Ghiggia
Alcides Edgardo Ghiggia (Montevideo, 1926. december 22. – Las Piedras, 2015. július 16.) világbajnok uruguayi-olasz labdarúgó, csatár, edző.

## Pályafutása

### Klubcsapatban
1948 és 1953 között a Peñarol labdarúgója volt, ahol két bajnoki címet szerzett. 1953 és 1961 között az olasz AS Roma csapatában szerepelt. Tagja volt az 1960–61-es idényben VVK-győztes együttesnek. 1961–62-ben az AC Milanban folytatta pályafutását, ahol olaszkupa-győztes lett. 1962-ben hazatért Uruguayba és a Danubio játékosa lett. 1967-ben vonult vissza az aktív labdarúgástól.

### A válogatottban
1950 és 1952 között 12 alkalommal szerepelt az uruguayi válogatottban és négy gólt szerzett. Az 1950-es brazíliai világbajnokságon aranyérmes lett a csapattal. 1957 és 1959 között öt alkalommal szerepelt az olasz válogatottban és egy gólt szerzett.

### Edzőként
1980-ban a Peñarol vezetőedzője volt.

## Sikerei, díjai
Uruguay
- Világbajnokság
  - aranyérmes: 1950, Brazília

 Peñarol
- Uruguayi bajnokság
  - bajnok (2): 1949, 1951

 AS Roma
- Vásárvárosok kupája (VVK)
  - győztes: 1960–61

 AC Milan
- Olasz kupa (Coppa Italia)
  - győztes: 1962